# Tekentoets
De tekentoets is een verdelingsvrije toets die zijn naam dankt aan de tekens van de verschillen tussen de paren in een steekproef met gepaarde waarnemingen, waarvan elk gemeten is met een verschillende methode. Getoetst wordt of de niveaus van de metingen verschillen. De toets telt hoe vaak er sprake is van toename (+) bij de tweede meting, of van afname (-). Er wordt dus alleen naar het teken van het verschil van beide metingen gekeken, vandaar de naam. De toetsingsgrootheid is het aantal plustekens (of equivalent het aantal mintekens). Onder de nulhypothese van "geen verschil in niveau" komt de toetsingsgrootheid uit een binomiale verdeling met succeskans 1/2.
De toets is ook van toepassing om na te gaan of de mediaan in een verdeling een gegeven waarde kan hebben. De toets telt dan hoe vaak een waarneming onder de veronderstelde waarde voor de mediaan ligt.
De rangtekentoets is een verbetering van de eenvoudige tekentoets. Deze toets houdt ook rekening met de grootte van het verschil tussen beide waarnemingen.

## Voorbeeld
Van 12 proefpersonen werd de (diastolische) bloeddruk gemeten, zowel voor als na het toedienen van een bloeddrukverlagend medicijn. Het resultaat was:
| proefpersoon   | 1  | 2  | 3  | 4  | 5  | 6   | 7  | 8  | 9  | 10 | 11  | 12 |
|                |    |    |    |    |    |     |    |    |    |    |     |    |
| voor toedienen | 83 | 72 | 95 | 88 | 81 | 110 | 99 | 77 | 85 | 80 | 101 | 91 |
| na toedienen   | 79 | 75 | 88 | 81 | 76 | 99  | 87 | 80 | 81 | 72 | 91  | 83 |
|                |    |    |    |    |    |     |    |    |    |    |     |    |
| teken verschil | –  | +  | –  | –  | –  | –   | –  | +  | –  | –  | –   | –  |
Van de 12 proefpersonen was in 10 gevallen sprake van afname en in de overige 2 gevallen van toename van de bloeddruk. De toetsingsgrootheid {\displaystyle T} heeft dus de waarde {\displaystyle T=10} (of alternatief: {\displaystyle T=2}). Uit de {\displaystyle B(12,1/2)}-verdeling lezen we voor de overschrijdingskans van deze waarde af:
{\displaystyle p=P(T\geq 10;n=12,p=1/2)=0{,}019}
Deze waarde is klein genoeg om de nulhypothese van geen verschil te verwerpen en de conclusie te trekken dat het medicijn bloeddrukverlagend werkt.
schatten · t-toets · F-toets · chi-kwadraattoets · Wilcoxontoets · rangtekentoets · verdelingsvrije toets · Kolmogorov-Smirnov · Kruskall-Wallis · kleinste-kwadratenmethode · lineaire regressie